# Moulamein
Moulamein är en ort i Australien. Den ligger i kommunen Murray River och delstaten New South Wales, i den sydöstra delen av landet, omkring 670 kilometer väster om delstatshuvudstaden Sydney.
Trakten runt Moulamein är nära nog obefolkad, med mindre än två invånare per kvadratkilometer.. 
Omgivningarna runt Moulamein är i huvudsak ett öppet busklandskap. Genomsnittlig årsnederbörd är 402 millimeter. Den regnigaste månaden är februari, med i genomsnitt 52 mm nederbörd, och den torraste är november, med 12 mm nederbörd.